# Bad Bederkesa
Bederkesa hay Bad Bederkesa là một đô thị thuộc huyện Cuxhaven, trong bang Niedersachsen, Đức. Đô thị này có diện tích 43,17 km². Đô thị này có cự ly khoảng 20 km về phía đông bắc của Bremerhaven, và 30 km về phía đông nam của Cuxhaven. Bederkesa là thủ phủ của Samtgemeinde ("đô thị tập thể") Bederkesa.

## Lịch sử
Năm 1807, Vương quốc Westfalen đã thôn tính Lãnh địa, trước khi Đế nhất Đế chế Pháp thôn tính nó vào năm 1810. Năm 1813, lãnh địa này đã được giao lại cho Thái ấp tuyến hầu Hanover, sau đó được nâng thành vương quốc Hanover vào năm 1814 - hợp nhất lãnh địa trong một liên minh thật sự và lãnh thổ Ducal, bao gồm cả Bederkesa, đã trở thành một bộ phận của bang mới được lập năm 1823.

## Địa lý

### Vị trí
Bad Bederkesa nằm ở phía bắc tam giác Elbe-Weser, cách Bremerhaven khoảng 20 km về phía đông. Xã nằm bên cạnh Hồ Bederkesa, và kênh đào Hadeln cũng như kênh đào Bederkesa-Geeste. Cùng với con sông Geeste, hai kênh đào này tạo nên tuyến vận tải đường thủy nối liền sông Elbe và sông Weser.
Các cánh rừng bao gồm Begrabenholz, Brunnenholz, Holzurburg, Spitzackerhol, Zechholz tạo nên điểm nhấn của xã.

### Phân chia hành chính
- Ankelohe
- Bederkesa (Kernort)
- Fickmühlen

### Địa danh lân cận
| Flögeln                         |                               | Steinau (Samtgemeinde Land Hadeln) |
| Bad Bederkesa – Thôn Fickmühlen | Các xã lân cận                | Bad Bederkesa – Thôn Ankelohe      |
|                                 | Kührstedt – Ortsteil Alfstedt | Lintig                             |